# Lars Riddermarck
Lars Riddermarck, född Lars Wetterhamn, född 1650 i Jönköping, död 28 februari 1733 på Eckerholms bruk i Byarums socken, var en svensk ämbetsman.
Lars Riddermarck var son till kommissarien i Jönköpings faktori Petter Håkansson och bror till Andreas Riddermarck. Efter studier vid Lunds universitet från 1668 och vid Jenas universitet blev han sekreterare hos riksrådet Bengt Horn 1675, blev fältsekreterare vid jämtländska armén 1676 och sekreterare hos riksrådet och generalguvernören Johan Göransson Gyllenstierna 1679, året före dennes död. 1682 utnämndes Riddermarck advokatfiskal vid Riddarhuset och 1685 även till krigsfiskal. Han upphöjdes 1688 till adligt stånd. År 1693 avsattes han från sin tjänst som riddarhusfiskal på grund av ganska omfattande förskingringar. 
Lars Riddermarck sysslade i stor utsträckning med historiskt och politiskt författarskap. Han tillhörde den ämbetsmannagrupp, som utgjorde det karolinska enväldets främsta stöd och var som pamflettskrivare starkt engagerad i kampanjen mot högadeln. Därigenom invecklades han i flera processer och dömdes 1704 till döden, ett straff som dock senare ändrades till förlust av ära och adelskap samt livstids fästning. Han frigavs 1719.